# La vuelta al mundo en 80 días (miniserie)
La vuelta al mundo en 80 días es una miniserie en tres partes de 1989 dirigida por Buzz Kulik

## Ficha artística
- Pierce Brosnan (Phileas Fogg)
- Eric Idle (Jean Passepartout)
- Julia Nickson-Soul (Princesa Aouda)
- Peter Ustinov (Detective Wilbur Fix)
- Jack Klugman (Sir Ford)
- Roddy McDowall (Señor Ralph)
- Darren McGavin (Señor Stuart)
- Robert Morley (Señor Flanaghan)
- Lee Remick (Sarah Bernard)
- Hugo de Vernier (Jacques Pasteur)
- Jean-Pierre Castaldi (Lenoir)
- Stephen Nichols (Sir Francis Commarti)
- Robert Wagner (Huésped Hotel)
- Anna Massey (Reina Victoria)
- Pathela (Arun Kiru)
- Violetta (Mildrede)
- Ed Wiley (Folkest)

## Capítulo 1
El primer capítulo de la miniserie comienza con la apuesta de Phileas Fogg de dar la vuelta al mundo en 80 días establecida con un grupo de conocidos del Club Reformista de Londres, al llegar a Dover con destino Calais hace aparición la actriz Sarah Bernardt que tiene detenido el barco por darse un baño en su camarote, Phileas Fogg la convence para salir del barco tras lo que llegan a París donde la revolución hace mella en las posibilidades de Phileas para entrar y posteriormente salir del país, para salir montan en La nube púrpura, un zepelín que los lleva hasta Italia donde colisionan con el circo romano. Allí comienza a ser perseguido por el detective Wilbrur Fix. Tras esto suben a un barco que los lleva hasta la India donde cogen el Expreso de Calcuta, pero a mitad de camino se paran porque todavía no se ha acabado de construir la vía, suben a un elefante que los lleva a través de la selva donde presencian los preparativos de una pira funeraria de un Rajá.

## Capítulo 2
En este segundo capítulo Phileas, con la inesperada y gran ayuda de Passepartout, salva a la princesa Aouda que iba a ser incendiada con su marido en su pira funeraria, cogen un barco en el que viaja el hermano del rey que posteriormente es secuestrado en compañía de Phileas, Passepartout y la princesa Aouda, en el barco iba también escondido el detective Fix, pero no dan con él que duerme en uno de los armarios. Milagrosamente se salvan y llegan a China donde Passepartout se pierde y Phileas Fogg y la princesa Aouda conocen al detective Fix en un barco que posteriormente naufraga en el mar tars lo que cogen una barca que los lleva a un lugar de China cogen un carro que los lleva a Hong Kong donde se reencuentran con Passepartout.

## Capítulo 3
Es el tercer y último capítulo de la miniserie, salen de Oriente y llegan a los Estados Unidos, donde Phileas comienza un conflicto con los hermanos James, concretamente con Jesse que exige a Phileas una satisfacción, otra vez se salva milagrosamente gracias a la puntual aparición de los indios, tras lo que llegan a Nueva York donde cogen un barco, el cual deben desmantelar para llegar a Liverpool, finalmente llegan a Londres puntualmente
- Datos: Q1660599